# Xenippacris viridis
Xenippacris viridis är en insektsart som beskrevs av Marius Descamps och Wintrebert 1966. Xenippacris viridis ingår i släktet Xenippacris och familjen gräshoppor. Inga underarter finns listade i Catalogue of Life.